# My Cousin Vinny
My Cousin Vinny is een Amerikaanse filmkomedie uit 1992 onder regie van Jonathan Lynn. De hoofdrollen worden vertolkt door Joe Pesci, Marisa Tomei en Ralph Macchio.

## Verhaal
William 'Bill' Gambini (Ralph Macchio) en Stanley 'Stan' Rothenstein (Mitchell Whitfield) zijn twee jongens uit Brooklyn die net zijn toegelaten tot UCLA. Ze zijn samen in Bills Buick Skylark op weg naar het zuiden om nog even vakantie te vieren voordat ze aan hun studie beginnen. Onderweg stoppen ze bij de Sac-O-Suds supermarkt in Wazoo City, Alabama om boodschappen te doen. Omdat Bill zijn handen vol heeft, stopt hij een blikje tonijn zolang in zijn jaszak. Even later komt hij er in de auto achter dat hij het nog steeds in zijn zak heeft en is vergeten af te rekenen. Een stukje verderop worden ze tot stoppen gedwongen door een politieagent, die ze tot hun verbazing onder schot houdt met een shotgun.
Hoewel Stan het licht op zijn zenuwen krijgt, blijft Bill rustig en vertelt hij op het bureau aan Sheriff Farley (Bruce McGill) dat hij in alles mee wil werken om zijn foutje zo snel mogelijk af te handelen. Hij geeft toe dat hij het gedaan heeft, dat het per ongeluk ging en bereid is voor de consequenties op te draaien. Bill ziet immers geen enkele reden om moeilijk te doen over een blikje tonijn van 22 cent. Wat hij niet weet is dat het blikje vis niet de reden is dat ze zijn aangehouden. Vlak nadat Stan en hij bij de Sac-O-Suds wegreden, werd binnen eigenaar Jimmy Willis (Kenny Jones) doodgeschoten achter zijn kassa gevonden. Stan en Bill zijn aangehouden op verdenking van moord en zonder het te weten heeft Bill zojuist alles bekend. Wanneer dit het tweetal duidelijk wordt, beseffen ze dat ze zo snel mogelijk een advocaat moeten regelen. Bill belt daarom naar zijn moeder, die een gratis optie weet: zijn neef Vinny Gambini (Joe Pesci) is advocaat.
Dat Vinny geen doorsnee advocatentype is, blijkt wanneer hij samen met zijn verloofde Mona Lisa Vito (Marisa Tomei) aankomt bij het politiebureau. Als hij met zijn leren jas en gouden ketting de cel van Stan en de slapende Bill instapt, denkt Stan in eerste instantie dat hij op het punt staat verkracht te worden door een medegevangene. Wanneer Bill wakker wordt en Stan zich realiseert dat het Vinny is die voor hem staat, krijgen ze van hem het een en ander te horen wat weinig hoopvol stemt. Vinny heeft weliswaar zes jaar geleden zijn rechtenstudie afgemaakt, maar is pas zes weken advocaat. Dit komt doordat hij zijn toelatingsexamen in de advocatuur tijdens zijn eerste vijf pogingen niet gehaald heeft. Bovendien moest Vinny altijd werken in de autogarage wanneer zijn opleiding naar rechtszaken ging kijken. Hij heeft zelf nog nooit een rechtsgebouw van binnen gezien.
Wanneer Vinny kennis gaat maken met de conservatieve zuidelijke rechter Chamberlain Haller (Fred Gwynne) om zich goed te laten keuren als advocaat van de jongens, mag die de New Yorker van begin af aan niet. Hij is niet gediend van diens joviale praatjes en vindt zijn voorkomen belachelijk. Haller waarschuwt dat hij strikt en precies is en dringt er bij Vinny op aan dat hij eist dat de procedures in de rechtszaal tot op de letter gevolgd worden tijdens het proces. Hij keurt Vinny alleen goed nadat die zestien jaar ervaring uit zijn duim zuigt, die eigenlijk toehoren aan een andere, net overleden New Yorkse advocaat. Stan is in paniek geraakt en wil een andere advocaat, maar Bill wil zijn familie niet afvallen. Hij denkt bovendien dat Vinny er wel uitkomt, omdat de Gambini's tijdens ruzies elkaar ongehoord goed klem kunnen praten.
Het proces begint als een ware nachtmerrie voor Vinny. Hij kent heel de procedures van een rechtszaak nog niet, rechter Haller pakt hem waar hij hem maar pakken kan, hij slaapt geen nacht goed door vanwege allerlei geluiden die hem om half vijf 's morgens stijf rechtop doen schieten in zijn bed, Lisa moet na elke zitting borgtocht betalen om hem vrij te krijgen wegens minachting van het gerecht (vanwege zijn kleding) en een pummel in de lokale kroeg is erop uit om met hem op de vuist te gaan. Bills inschatting over Vinny's vaardigheid in het omgaan met conflicten blijkt daarentegen te kloppen. Vinny weet op geheel eigen wijze gaten te schieten in belastende getuigenverklaringen en bewijzen die tegen Bill en Stan worden aangevoerd. Bovendien blijkt Lisa's extreem grote kennis van auto's een doorslaggevende hulpfactor in het aantonen dat gevonden slipsporen nooit van Bills Buick afkomstig kunnen zijn.

## Rolverdeling
| Acteur             | Personage                  |
| ------------------ | -------------------------- |
| Joe Pesci          | Vincent "Vinny" Gambini    |
| Ralph Macchio      | Bill Gambini               |
| Marisa Tomei       | Mona Lisa Vito             |
| Mitchell Whitfield | Stan Rothenstein           |
| Fred Gwynne        | Rechter Chamberlain Haller |
| Lane Smith         | Jim Trotter III            |
| Austin Pendleton   | John Gibbons               |
| Bruce McGill       | Sheriff Farley             |
| Maury Chaykin      | Sam Tipton                 |
| Paulene Myers      | Constance Riley            |
| Raynor Scheine     | Ernie Crane                |
| James Rebhorn      | George Wilbur              |
| Chris Ellis        | J.T.                       |

## Achtergrond
Opnames voor de film vinden plaats in en rond Jasper County en Putnam County, Georgia. Sheriff Tillman, die in de film een bijrol heeft, was ten tijde van de opnames echt de sheriff van Jasper Country.
De film werd goed ontvangen door critici. In het augustus 2008 nummer van American Bar Association Journal, stond My Cousin Vinny op de derde plaats in de lijst van de "25 Greatest Legal Movies", net na To Kill a Mockingbird and 12 Angry Men. Op Rotten Tomatoes geeft 86% van de recensenten de film een goede beoordeling.
Financieel was de film succesvoller dan de producers aanvankelijk hadden verwacht. De film bracht wereldwijd $64.088.552 op, tegen een budget van $11 miljoen.

## Prijzen en nominaties
Actrice Marisa Tomei won voor haar bijrol hierin als Vinny Gambini 's (Joe Pesci) ordinaire verloofde Mona Lisa Vito een Academy Award. Pesci zelf kreeg voor zijn hoofdrol een American Comedy Award.